# Solarpark Lönnewitz
Der Solarpark Lönnewitz ist eine Photovoltaik-Freiflächenanlage in Brandenburg, die im Jahr 2011 auf dem Gelände des ehemaligen Militärflugplatzes Falkenberg-Lönnewitz errichtet wurde. 

## Solarpark
Der Solarpark verfügt über eine installierte Leistung von 21,7 MWp und ging nach 11 Wochen Bauzeit ans Netz. Das jährliche Regelarbeitsvermögen liegt bei 21,9 GWh, was einer mittleren Leistung von 2,5 MW entspricht. Errichtet wurde der Solarpark im Jahr 2011 von dem Generalunternehmer Solarhybrid. Dabei kamen Solarmodule der chinesischen Hersteller JA Solar und Trina Solar zum Einsatz und die verwendeten Solarwechselrichter stammen von SMA Solar Technology.